# 自己啓発
自己啓発（じこけいはつ、Personal development、self-improvement）とは、自己を人間としてより高い段階へ上昇させようとする行為である。「より高い能力」、「より大きい成功」、「より充実した生き方」、「より優れた人格」などの獲得を目指す。
他に、自己開発、自己啓蒙、自己変革、自己改革などの表現も使用される。

## 自己啓発の商品（商材）
- 教材（情報商材）
  - 自己啓発書
  - 自己啓発音声（音源）
    - 朗読、講演での演説などの音声を収録したオーディオブック。
    - 自己啓発音楽 - 「機能音源」「特殊音源」などと自称される楽曲。インストゥルメンタルが多く、サブリミナル効果を意図し制作されている。

  - 自己啓発映像（ビデオ）
- 講座
  - 自己啓発セミナー
- 組織
  - 自己啓発団体（コミュニティ）

教材やセミナーで提供される内容（メソッド）は、自己啓発プログラムと呼称される。

## 自己啓発の主要なテーマ
五十音順。俗語も含む。
- 生きがい
- 生き方
- 価値観
- クオリティ・オブ・ライフ（生活の質）
- 行動力、スピード、積極性
- 思考法
- 自己実現 - クルト・ゴルトシュタインが初めて使用した語。
- 自分探し、自分磨き
- 集中力
- 情報収集
- 人格（パーソナリティ） - 「人格」は、井上哲次郎による訳語。
- 人材開発
- 人生観、人生哲学、人生論
- 人生設計（人生計画、ライフプラン）
- 人生の（生きる）意義（意味、目的）
- 人脈
- 性格（キャラクター、キャラ）
- 生活様式（ライフスタイル）
- 成功術、成功体験、成功哲学、成功法則
- セルフコントロール（克己、自制）
- 動機づけ（モチベーション）、やる気
- 人間関係（対人関係）
- 人間性、人間的魅力
- 年代、年齢
- 能力（脳力）開発、能力向上
- 不動心
- プラス思考（ポジティブ思考、ポジティブシンキング）、アファメーション - 「プラス思考」は、斎藤澪奈子が提唱。対義語の「マイナス思考」（ネガティブ思考、ネガティブシンキング）は、船井幸雄による造語。
- 目標設定→目標達成
- 問題解決
- 夢実現
- リーダーシップ

### 具体的内容・技術
医学関連以外
- 掃除、断捨離 - 「断捨離」は、やましたひでこによる造語。
- 手帳術

心理学、精神医学関連以外の医学関連
- 健康法

心理学、精神医学関連
- 依存症治療
- 会話術（話し方、話術）
- 記憶術
- 自己暗示（暗示療法）
  - 自己催眠（催眠療法）
- 読書法
  - 速読術

## 自己啓発と怪物
自分の中のマイナス面を否認し、自己を高めようとすることで、自己啓発の衝動と捨て去りたい自己の側面の対立が先鋭化し、逆にマイナス面が顕在化することがあるという指摘もある。イギリスのヴィクトリア朝時代は自己啓発（自己改善、self-improvement）の意識が強く、研究者のニーナ・アウァーバクは著作『Private Theatricals: The Lives of the Victorians（私的演劇：ビクトリア朝時代の人生）』で「（自己啓発が目指す）自己変容（回心、Conversion）は変質（逸脱、perversion）の種を含んでいる。ヴィクトリア朝時代の強力な自己の形成という企ては常に、優れた変種ではなく、怪物を生み出す恐れがある。」と指摘している。
ヴィクトリア朝の詩人テニスンは『In Memoriam（追悼）』で「高みへ向かおう、獣（the beast）を捨て去って」と自己啓発を呼び掛けている。このように「理想を目指して自己を作り上げ、（自分の中の）獣的なものを否認する」自己啓発は、スティーヴンソンの 『ジキル博士とハイド氏』（1886年）、 H・G・ウェルズの 『モロー博士の島』（1896年）、ブラム・ストーカーの 『吸血鬼ドラキュラ』 （1897年）といった当時の大衆文学の中で、男性の自己形成の問題として描かれた。アウァーバクはこれらの作品の主題を、「獣的なものと高みを目指す衝動との対立」と見ている。またアウァーバクは、後期ヴィクトリア朝時代の「ハイブリッド」（妖精、狼男、吸血鬼など）、異形の怪物に対する強迫観念の根底には、自己変容というものに潜在する混乱（chaos）があり、こうした強迫観念が「獣への信仰のようなもの」になったと述べている。

## 現代の需要
自信、ストレス管理、マインドフルネスなどの自己啓発スキルに対する需要は、個々の学習者の間で1200％増加しているとコーセラが発表した。パンデミックによって引き起こされる精神的および感情的な苦痛を軽減するために、イェール大学の「幸福を学ぶ」ような講義が注目されている。

### 類似行為
改善目的
- カウンセリング
  - エンカウンターグループ - カール・ロジャーズが開発。

目的不定
- 心理操作（英語版）

悪化目的
- マインドコントロール
- 洗脳

### 用語
- 自己認識、自己意識
- スピリチュアル

### 俗語
- 意識高い系
- メンタリスト